# Sino da paz
O Sino da Paz é um sino confeccionado em 1988 por Evandro Vieira e Bárbara Stella, fundadores do grupo artístico e pacifista internacional "Embaixada da Paz". O sino foi feito a partir de sucata de munição deflagrada sobre pessoas em conflitos em diversas épocas e locais do mundo: Vietnã, Oriente Médio, São Paulo, Rio de Janeiro, Primeira Guerra Mundial, Segunda Guerra Mundial,...

## O significado do Sino da Paz
O sino pesa 280 kg e está afinado em Dó maior, considerado o tom da paz por cientistas e místicos, assim o som do sino por si só já é uma representação de paz.
A transmutação da munição deflagrada sobre seres humanos em um instrumento que possibilita comunicar o desejo de paz representa a transformação de uma cultura da violência em uma cultura da paz.
A linguagem do soar dos sinos foi escolhida para a realização deste projeto por seu caráter de comunhão.

## A primeira vez que foi tocado
Em 1988 o Sino da Paz soou pela primeira vez tocado pelo sociólogo Herbert de Souza, o Betinho, em uma cerimônia realizada no Jardim Botânico - Rio de Janeiro, Brasil.
Simultâneamente outros sinos foram tocados por grupos pacifistas em vinte países. Nas Nações Unidas, o então secretário geral Javier Pérez de Cuéllar também fez soar um sino pela paz.
Desde então milhares de pessoas e personalidades, incluindo artistas, educadores, religiosos, cientistas e políticos renomados fizeram soar este sino como um apêlo pela Paz.
O Sino da Paz foi confeccionado especialmente para capitanear a campanha "Vamos despertar o mundo para a paz", organizada mundialmente pela "Embaixada da Paz" a partir de 1997. Esta campanha durante dez anos promoveu o soar simultâneo de sinos ao redor do mundo, com a intenção de demonstrar que a população civil deseja a paz.
Dessa campanha participaram diversas personalidades de destaque, como: Dra. Nise da Silveira, Barbosa Lima Sobrinho, e o Papa João Paulo II.

## Campanhas pela paz
O Sino da Paz tem participado de eventos e campanhas mundiais, como:
- a "Vigília Mundial pela Paz" em 1990, em parceria com a Fundação Abrinq;
- o "Reage Rio", em 1995;
- o "Basta! Eu quero Paz!", em parceria com o Viva Rio.

Nessas diversas oportunidades pessoas famosas como Betinho, D. Paulo Evaristo Arns, Yoko Ono, Dalai Lama e Rodrigo Pessoa ressoaram o sino em nome da paz no mundo.

## Peregrinação
O Sino da Paz é um peregrino que viaja pelo Brasil e pelo mundo espalhando a mensagem de que paz é uma conquista diária e transformadora.
Já percorreu escolas urbanas e rurais como parte de programa "Paz nas Escolas", da Embaixada da Paz. Em 2005 abriu o "Show da Paz" em Aparecida, SP.
Este sino encontra-se em exposição permanente no "Paiol da Paz"  (Centro de Paz, Arte, Cidadania, Educação e Cultura) situado em Aiuruoca, no Sul de Minas Gerais.
A partir de 1998 seus criadores começaram a fazer pequenas réplicas do Sino da Paz que foram distribuídas por um grande número de escolas do Brasil - inclusive aquelas pertencentes ao PEA-UNESCO.

## Outros sinos dedicados à paz
O "Sino da Paz Mundial" (World Peace Bell) é um sino fixo situado em Newport, Kentucky, que pesa 33.285 kg.
Soou pela primeira vez na aurora do ano 2000. Até 2006 foi o maior sino deste tipo.